# Lijst van burgemeesters van Veendam
Dit is een lijst van burgemeesters van de Nederlandse gemeente Veendam in de provincie Groningen. Op 1 januari 1969 werd de gemeente Wildervank bij Veendam gevoegd.
| Ambtsperiode             | Naam burgemeester      | Partij of stroming | Bijzonderheden                                                                                                 |
| ------------------------ | ---------------------- | ------------------ | --- |
| 1811 - 1813              | Hindrik Hulsink        |                    | maire |
| 1813 - 1848              | Tjark Jans Giezen      |                    | schout, later burgemeester, ovl. 1 juni 1848                                                                   |
| 1848 - 1880              | Deddo Harms Bosscher   |                    | |
| 1880 - 1888              | Arent Magnin           |                    | was burgemeester van Beverwijk en van Wijk aan Zee en Duin, ovl. 19 september 1888                             |
| 1888 - 1891              | Willem Voormolen       |                    | werd burgemeester van Doesburg                                                                                 |
| 1892 - 1907              | Petrus Jacobus de Hoop |                    | was burgemeester van Finsterwolde, werd burgemeester van Sneek                                                 |
| 1907 - 1910, 1920 - 1921 | Ubbo Wilkens           |                    | was wethouder van Veendam, werd in 1910 gedeputeerde van Groningen, werd in 1920 weer burgemeester van Veendam |
| 1910 - 1916              | Eeltjo van Beresteyn   | liberaal           | werd lid van de Tweede Kamer                                                                                   |
| 1916 - 1920              | Roelf Gerrit Rijkens   |                    | werd burgemeester van Velsen                                                                                   |
| 1921 - 1939              | Fokke Jacobs de Zee    |                    | |
| 1939 - 1963              | Johan Anne Hoogkamp    |                    | |
| 1963 - 1976              | Albertus Nicolaas Nap  | PvdA               | was gemeentesecretaris van Emmen                                                                               |
| 1976 - 1987              | Rudi Boekhoven         | PvdA               | was burgemeester van Termunten, werd burgemeester van Zeist                                                    |
| 1988 - 1993              | Haijo Apotheker        | D66                | was burgemeester van Muntendam, werd burgemeester van Leeuwarden                                               |
| 1993 - 1994              | John te Loo            | PvdA               | waarnemend burgemeester, was burgemeester van Leeuwarden                                                       |
| 1994 - 2000              | Cor de Vos             | PvdA               | was burgemeester van Oostflakkee, werd burgemeester van Nieuwegein                                             |
| 2001 - 2013              | Ab Meijerman           | PvdA               | was burgemeester van Reiderland                                                                                |
| 2013 - 2021              | Sipke Swierstra        | VVD                | waarnemend burgemeester, was gedeputeerde van Drenthe                                                          |
| 2021 - 2023              | Berry Link             | CDA                | was burgemeester van Schinnen en Geldrop-Mierlo                                                                |
| 2023 - 2024              | Sandra Korthuis        | VVD                | waarnemend burgemeester, was waarnemend burgemeester van Ooststellingwerf                                      |
| 2024 - heden             | Annelies Pleyte        | VVD                | was werkzaam bij de Rijksoverheid                                                                              |